# Beaufort (Victoria)
Beaufort ist ein Ort im Bundesstaat Victoria in Australien, liegt auf halbem Weg zwischen Ballarat und Ararat am Western Highway und ist ein Haltepunkt auf der Fahrt von Adelaide nach Melbourne. Beaufort ist der Verwaltungssitz des lokalen Verwaltungsgebiets (LGA) Pyrenees Shire.
Während des Goldrausches in der Mitte des 19. Jahrhunderts lebten in der Region bis zu 100.000 Menschen, 2021 waren es in Beaufort nur noch etwa 1700.